# B̀
 Lettres similaires: В̀, в̀
Cette page contient des caractères spéciaux ou non latins. S’ils s’affichent mal (▯, ?, etc.), consultez la page d’aide Unicode.
B̀ (minuscule : b̀), appelé B accent grave, est un graphème utilisé dans l’écriture du ntcham. Il s’agit de la lettre B diacritée d'un accent grave.

## Représentations informatiques
Le B accent grave peut être représenté avec les caractères Unicode suivants (latin de base, diacritiques), :
| formes    | représentations | chaînes de caractères | points de code | descriptions                                       |
| --------- | --------------- | --------------------- | -------------- | -------------------------------------------------- |
| capitale  | B̀               | B◌̀                    | U+0042 U+0300  | lettre majuscule latine b diacritique accent grave |
| minuscule | b̀               | b◌̀                    | U+0062 U+0300  | lettre minuscule latine b diacritique accent grave |